# Samalete (Tulataqueo)
Samalete ist eine osttimoresische Aldeia im Suco Tulataqueo (Verwaltungsamt Remexio, Gemeinde Aileu). 2015 lebten in der Aldeia 717 Menschen.

## Geographie und Einrichtungen
Die Aldeia Samalete bildet den Westen des Sucos Tulataqueo. Östlich befindet sich die Aldeia Roluli. Im Norden grenzt Samalete an den Suco Liurai, im Westen und Süden an den Suco Acumau und im Südosten an den Suco Faturasa. Die Nordgrenze bildet der Fluss Cihohani, ein Nebenfluss des Nördlichen Laclós. Durch den Süden von Tulataqueo führt die Überlandstraße, die die Orte Laclo und Remexio miteinander verbindet. An ihr liegt das Dorf Buburmaro. Der Westen von Tulataqueo reicht in die Aldeia hinein. Von Buburmaro aus führt eine kleine Straße nach Norden zum Dorf Lebutu (andere Namensangabe: Nunudamar). Eine zweite kleine Straße zweigt in Tulataqueo nach Norden ab zu den Dörfern Reamon und Samalete und einer weiteren Siedlung weiter nördlich. Der bewaldete Norden Samaletes bis hin an den Cihohani ist unbesiedelt.
Im Dorf Samalete befinden sich eine Klinik, eine Grundschule und die Kapelle Santa Maria Rainha. Auch Buburmaro hat eine Grundschule.